# 小二重三角十二・二十・十二面体
小二重三角十二・二十・十二面体（しょうにじゅうさんかくじゅうに・にじゅう・じゅうにめんたい、Small ditrigonal dodecicosidodecahedron）とは、一様多面体の一種である。小二十・二十・十二面体の正六角形を削った図形である。

## 性質
- 構成面: 正三角形20枚、正5/2角形12枚、正十角形12枚
- 辺: 120
- 頂点: 60
- 頂点形状: 3, 10, 5/3, 10
- ワイソフ記号: 5/3 3 | 5
- 枠: 斜方二十・十二面体の正方形を、隣り合う辺の長さが{\displaystyle 1:{\frac {{\sqrt {5}}+1}{2}}}の長方形に変更したもの。
- 双対: Small ditrigonal dodecacronic hexecontahedron

## 同じ枠を持つ立体
- 大星型切頂十二面体
- 小二十・二十・十二面体
- 小二重三角十二・二十・十二面体
- 小十二・二十面体